# Сант'Антонио-Фалконе (Лоди)
Сант'Антонио-Фалконе је насеље у Италији у округу Лоди, региону Ломбардија.
Према процени из 2011. у насељу је живело 147 становника. Насеље се налази на надморској висини од 53 м.